# Теракт у «Крокус-Сіті Голлі»
Терористичний акт у «Крокус-Сіті Голл» (Красногорськ, Росія) стався 22 березня 2024 року о 20:15 (UTC+3), де був запланований концерт гурту «Пикник». Четверо озброєних нападників влаштували масову стрілянину по цивільному населенню, підпалили запалювальною сумішшю концертний зал та втекли на автомобілі. Унаслідок теракту загинуло 145 осіб (із них шестеро дітей), ще приблизно 551 постраждало та 95 зникли безвісти.
Один із найсмертоносніших нападів у Росії після операцій ФСБ зі звільнення заручників у Беслані 2004 року та на Дубровці 2002 року.
Відповідальність за теракт взяло на себе афганське відділення міжнародної терористичної організації «Ісламська Держава» — «Вілаят Хорасан».

## Передумови
8 березня 2024 року посольство Сполучених Штатів Америки застерегло туристів, які відвідують Москву і Московську область, від відвідування масових заходів і скупчень людей у найближчі 48 годин у зв'язку з імовірністю терористичних актів.
Влада Ірану попереджала Росію про потенційну велику «терористичну операцію» на її території перед масовим вбивством. Про це агентству Рейтер стало відомо від трьох джерел.
19 березня 2024 року президент Росії Володимир Путін назвав попередження про можливі терористичні акти в Росії «відвертим шантажем».

### Місце проведення
Концертний зал «Крокус-Сіті Голл» імені Мусліма Магомаєва в Красногорську розміщений на території «Крокус-Сіті», частина павільйону № 3 «Крокус Експо». Побудований за проектом Crocus Group за технічним супроводом Центрального науково-дослідного інституту будівельних конструкцій ім. В. А. Кучеренко. Відритий 25 жовтня 2009 року. Семиповерховий, зі загальною площею в 38 000 м² та максимальною місткістю відвідувачів до 9500 (6200 — стандартна). 2013 року став місцем проведення «Міс Всесвіт», а 2019 року для Top Hit Music Awards.
Безпеку об'єкта забезпечувало приватне охоронне підприємство ТОВ ПОП «Крокус Профі», які, на момент теракту, озброєні лише електрошокерами та кийками.

## Атака
22 березня 2024 року гурт «Пикник» спільно з симфонічним оркестром запланував концерт у Крокус-Сіті Голл), на який продано понад 6000 квитків. Орієнтовно о 19:55 (UTC+3), за кілька хвилин до початку концерту, терористи припаркували легковий автомобіль на автостоянці напроти входу № 14 у павільйон № 3 виставкового центру «Крокус Експо», за 200 м від концертної зали. Вийшовши з транспорту, вони відразу відкрили вогонь з автоматів. Убивши охоронців, які не мали при собі вогнепальної зброї, та декількох людей біля входу, увійшли в приміщення. Усередині продовжили стрілянину та рухалися коридором на південь до вестибюля, проходячи повз зал № 13. О 20:03 (UTC+3) без супротиву проникли до глядацької зали через крайній західний вхід, де розстріляли людей в упор та підпалювали крісла, використовуючи ємності з бензином. Перше займання спалахнуло в південно-східній частині зали на першому поверсі. Пізніше вже з центру зали, біля звукоінженерного майданчика, вбивали присутніх у західному напрямку. Загалом атака тривала 18 хвилин.
Перші повідомлення про стрілянину у Підмосков'ї з'явилися у ЗМІ близько 20:15. О 20:33 проурядові російські ЗМІ (ТАРС) повідомили, що на місце події було направлено сили безпеки «Спецізагін швидкого реагування» (СОБР) та «Мобільний загін спецпризначення» (ОМОН), які прибули через півтора години після початку стрілянини та близько 21:30 розпочали штурм будівлі. Свою затримку вони пізніше виправдовували заторами на дорогах.
О 20:44, за повідомленням видання «Осторожно, новости», у будівлі почалося обвалення покрівлі, однак російські пожежники щонайменше годину не бралися за гасіння вогню, чекаючи на прибуття спецпідрозділів поліції. Кореспондент видання повідомив про другий вибух.
О 22:00 було повідомлено про те, що терористи могли сховатися.
Станом на 2 годину ночі (за МСК) 23 березня зловмисників ще не було затримано і вони залишалися на волі.
Як повідомляє видання «Meduza», представники силових структур затримали кількох людей біля «Крокус-Сіті Голлу», а співробітники ОМОНу розігнали журналістів, які зібралися поблизу концертного залу.

## Жертви та постраждалі
| Громадянство | Смертей |
| ------------ | ------- |
| Росія        | 137     |
| Білорусь     | 3       |
| Киргизстан   | 2       |
| Азербайджан  | 1       |
| Вірменія     | 1       |
| Молдова      | 1       |
| Загалом      | 145     |

Станом на 3 квітня 2024 року загинуло 145 осіб, в основному внаслідок вогнепальних поранень та отруєння продуктами горіння. Серед них шестеро дітей. Станом на 30 березня ідентифіковано 134 загиблих. Їх вік від 8 до 70 років.
Постраждалих 551 особа, серед них семеро дітей. Без батьків залишилися восьмеро дітей. Міністр охорони здоров'я Михайло Мурашко повідомив, що на 23 березня медики оцінили стан 16 постраждалих як украй тяжкий, та ще 44 особи як тяжкий. Станом на 30 березня госпіталізовано 142 особи, 59 виписано. У багатьох людей вогнепальні поранення, опіки, отруєння продуктами горіння та переломи. Допомогу постраждалим надають 19 медичних організацій. За перші вихідні після теракту понад сім тисяч жителів Москви здали понад дві тонни крові для поранених.
Переважно жертви та постраждалі жителі міст північно-західної окраїни Москви, включно з Красногорськ та Хімки. Серед загиблих є троє громадян Білорусі, двоє Киргизстану та по-одному Азербайджану, та Молдови. Загинула помічниця директора групи «Пікнік», музиканти не постраждали.
Рятувальну операцію завершили увечері 23 березня, пошукову — 26 березня.

## Розслідування
Слідчий комітет Росії розпочав кримінальне розслідування терористичного нападу.
22 березня МВС Росії поширило серед правоохоронних органів Росії та Білорусі орієнтування на 6 підозрюваних: Ісмонов Ривожидин Ісломович (нар. 25 вересня 1972), Насрідинов Махмадрасуд Заробідинович (нар. 21 липня 1986), Назаров Рустам Ісраїлович (нар. 2 січня 1995), Сафалзада Шахінджані Абдугафор (нар. 28 липня 2002), Файзов Мухаммад-Сабір Закирджонович (нар. 20 травня 2004) та Файзов Ривожидин Закирджонович (нар. 20 травня 2004). Пізніше в МВС Таджикистану повідомили, що перші дві особи зі списку з 26 листопада 2023 року перебувають на території Таджикистану. А згодом з'ясувалося, що Назаров Рустам, коли впізнав своє обличчя у ЗМІ сам з'явився у відділ поліції та заявив про невинність.
Російський телеграм-канал Baza ідентифікував чотирьох нападників як громадян Таджикистану. Пізніше офіційні особи заявили, що жоден із нападників не є громадянином Росії. Також у телеграм ймовірно опублікували катування одного з підозрюваних російськими спецслужбами.
УФСБ заявили, що терористи мали намір перетнути російсько-український кордон. Посол Білорусі в Росії Дмитро Крутой пізніше заявив, що білоруські спецслужби допомогли своїм російським колегам не допустити терористів до білорусько-російського кордону. Українська влада назвала заяви ФСБ «дуже сумнівною та примітивною» дезінформацією, нагадавши, що російсько-український кордон посилено охороняється солдатами та безпілотниками, у багатьох районах замінований, та під постійним обстрілом з обох сторін.

### Затримання підозрюваних

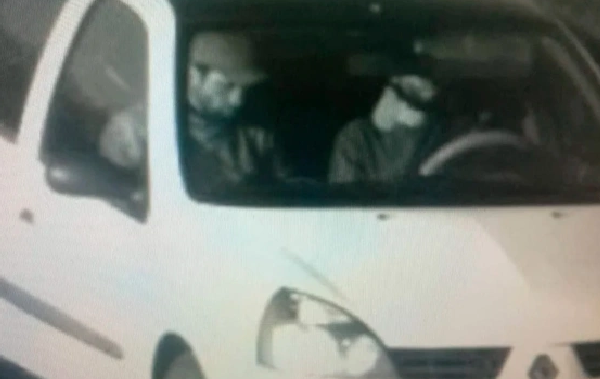
Ймовірні злочинці, зафіксовані під час втечі камерами громадського відеоспостереження

22 – 23 березня російською владою затримано 11 осіб, включаючи чотирьох підозрюваних у безпосередній стрілянині в Підмосков'ї, які пересувалися на Renault Symbol білого кольору 2007 року випуску з російськими номерами Т668УМ 69 регіону (Тверська область), яке вони придбали 4 січня 2024 року, та яке 23 березня приблизно об 23:30 (через 3 год. 17 хв після теракту) зупинили російські силовики на 376-му кілометрі від Москви траси М3, неподалік с. Хацунь у Брянській області, що приблизно за 145 кілометрів автошляхами від державного кордону та 380 кілометрів від місця трагедії. За офіційною російською версією, на 291-му кілометрі о 23:07 автомобіль, схожий з описом в орієнтуванні, яке попередньо надійшло до правоохоронних органів сусідніх регіонів, потрапив в об'єктив придорожнього фіксатора швидкості. Ділянку автомагістралі з 368-го по 385-й кілометр перекрили для руху всіх видів транспорту. Після ігнорування вимоги зупинитися за втікачами розпочалася автопогоня, яка завершилася обстрілом коліс та перевертанням автівки злочинців. Одного підозрюваного затримали на місці, решта зникла в лісі. В салоні автомобіля знайдено пістолет Макарова, магазин до АКМ та паспорти громадян Таджикистану.
Спочатку вранці 23 березня депутат Державної думи РФ Олександр Хінштейн повідомив, що затримано двох підозрюваних у скоєнні теракту: автомобіль «Рено», на якому пересувалися підозрювані, було виявлено вночі в районі села Хацунь Карачевського району Брянської області, він не зупинився на вимогу силовиків і спробував утікти, під час переслідування відкрили стрілянину, машина перевернулася, одного підозрюваного затримали на місці, решта зникли в лісі. У результаті пошуків приблизно о 3:50 було виявлено і затримано другого підозрюваного, розшук інших продовжився. В автомобілі було знайдено пістолет ПМ, магазин до автомата і паспорти громадян Таджикистану.
Незабаром прес-служба президента РФ повідомила, що директор ФСБ Росії Олександр Бортніков доповів президенту Володимиру Путіну про затримання 11 осіб, причетних до теракту, включно з чотирма, які безпосередньо брали участь у здійсненні теракту. Було заявлено, що проводиться пошук пособників терористів.
На відео, опублікованому в телеграм-каналі головного редактора телеканалу RT Маргарити Симоньян, чоловік, якого, ймовірно, затримали за підозрою в участі в теракті, зізнається, що за участь в атаці йому обіцяли 500 тис. російських рублів; водночас першу половину грошей йому вже переказали на банківську картку, а другу обіцяли переказати пізніше.
Джерело «Русской службы Би-би-си» повідомило про вбивство двох учасників нападу. Одного було вбито в «Крокус Сіті Холі», другого — у Брянській області. Джерело «Нової газети Європа» повідомило виданню ім'я ймовірного терориста, вбитого під час затримання — 30-річний громадянин Таджикистану С. М. Рачабалізода.
За інформацією телеграм-каналу «112», повідомлялося, що всі затримані — громадяни Російської Федерації, проте згодом МВС РФ спростувало цю інформацію, заявивши, що всі затримані — іноземні громадяни.
Особи затриманих підозрюваних:
- Далерджон Баротович Мірзоєв, 32 роки. Уродженець Таджикистану, має чотирьох неповнолітніх дітей. Отримав тимчасову реєстрацію на три місяці в Новосибірську, термін дії якої на момент арешту вже закінчився. Повністю визнав свою провину. На кадрах він розповідає, що близько місяця проживав у хостелі на трасі ще з однією людиною. Якийсь знайомий на ім'я Абдулло, з яким підозрюваний познайомився в Telegram, запропонував їм купити машину у своїх родичів. Вони зустрілися під час угоди на Дмитрівському шосе. На цій машині чоловіки планували працювати в таксі.
- Саідакрамі Муродалі Рачабалізода, 30 років. Одружений, є одна дитина. Не має освіти і не працює. Визнав провину. У залі суду з'явився з перев'язаною головою, що перегукується з відео, на якому одному з підозрюваних відрізають вухо.
- Шамсідін Фарідуні, 25 років. Одружений, є восьмимісячна дитина Зареєстрований у Красногорську і працевлаштований на паркетній фабриці в Подольську. На поширеному RT відео зізнається, що за участь у теракті йому обіцяли 500 тисяч рублів. Також він повідомив силовикам, що 4 березня прилетів із Туреччини, куди їздив «заради документів».
- Мухаммадсобир Зокирчонович Файзов, 19 років. Протягом 2023 року працював у перукарнях Івановської області — спочатку в Іваново, а потім у Тейково. На момент арешту тимчасово не працював. Під час затримання Файзов отримав поранення, і його око не закривається.
- Асхаб Успанов, росіянин, чеченець, був затриманий 22 березня. 1 квітня мати затриманого повідомила, що її син помер у слідчому ізоляторі[67][68].

Ймовірні посібники, що теж були затримані:
- Діловар Ісроілова Ісломов, 24 роки. Народився в Душанбе, має російське громадянство. Одружений, має тримісячну дитину, працює таксистом. Був власником автомобіля Renault, на якому підозрювані зникли з місця нападу.
- Амінчон Ісроілович Ісломов, 33 роки. Рідний брат Діловара. Також має російське громадянство. Семеро дітей від двох дружин. За словами Ісломова, вони з братом Діловаром самі прийшли в поліцію, коли дізналися про подію. Провину не визнав.
- Алішер Хатамович Касимов, 32 роки. Уродженець Киргизстану, одружений, троє дітей. Є громадянином Росії, зареєстрований у Путилково в Красногорському районі, має середню освіту. Працює як індивідуальний підприємець. Заявив суду, що тільки шукав орендаря на сайті оголошень "Авіто" і не мав уявлень про те, хто в підсумку проживав у квартирі.
- Ісроіл Ібрагімович Ісломов, 64 роки. Громадянин Таджикистану, має посвідку на проживання в Росії. Батько Амінчона і Діловара. Жив у Твері. Брати Ісломови самі прийшли в поліцію, щоб дати свідчення, коли побачили фотографії своєї машини на місці теракту, їх затримали і звинуватили в пособництві терористам, згодом затримали і їхнього батька[71]. За версією слідства, Ісломови надали підозрюваним квартиру для проживання, автомобіль, перевозили їхні гроші[72].

26 березня 2024 року стало відомо, що таджицькі правоохоронні органи прийшли додому до родичів підозрюваних безпосередніх виконавців терористичного акту, які мешкають у Таджикистані, і відвезли їх для проведення допитів.
Глава ФСБ Олександр Бортніков 24 травня 2024 повідомив, що понад 20 осіб було затримано у кримінальній справі про теракт у «Крокус Сіті Холі».

## Наслідки

### Відповідальність за теракт
Ісламістська терористична організація «Ісламська держава» взяла на себе відповідальність за теракт, опублікувавши заяву в афілійованому інформаційному агентстві Amaq, повідомивши, що терористи «благополучно відійшли на свої бази». Офіційні особи США заявили, що у них є розвіддані, які вказують на те, що Вілаят Хорасан (ІДІЛ-К), підрозділ «Ісламської держави», що діє в Афганістані та прилеглих регіонах, планував здійснити атаку в Москві. 
Колін Кларк із незалежного аналітичного центру Soufan Center пояснив, що Росія була в центрі уваги угруповання впродовж певного часу, заявивши, що «ІДІЛ-К була зациклена на Росії впродовж останніх двох років, часто критикуючи Путіна у своїй пропаганді».
Співробітники правоохоронних органів вважають, що терористи могли мати військову або страйкбольну підготовку.

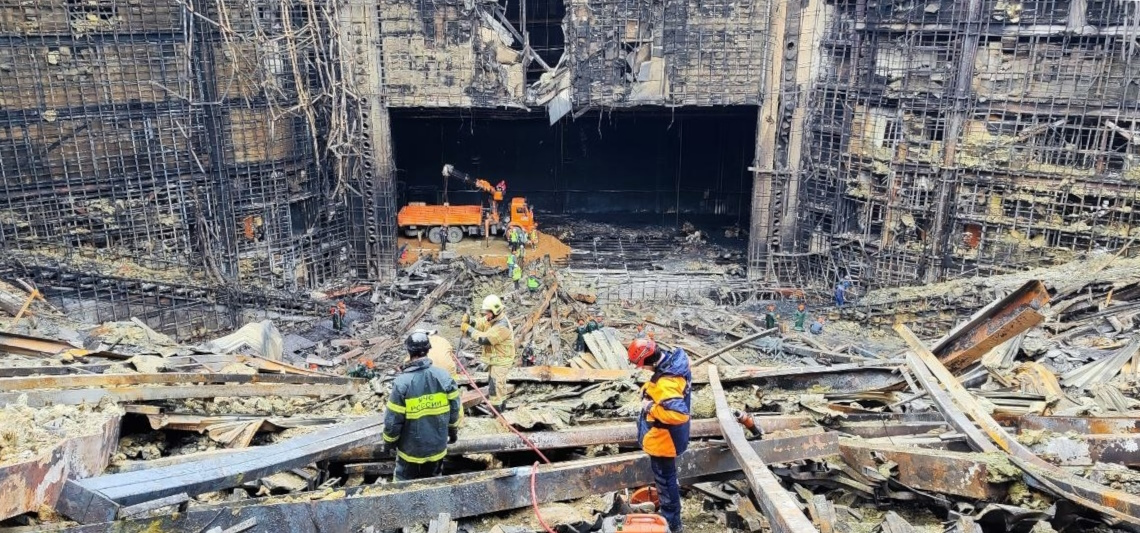
Залишки будівлі після пожежі. 25 березня 2024 рік

Міжнародне терористичне угруповування «Ісламська держава» назвала теракт у «Crocus City Hall» у Підмосков'ї «найжорстокішою атакою за останні роки». Відповідна заява з'явилася від імені близького до терористів агентства «Амак», на що звернула увагу група SITE, яка відстежує активність терористів у соцмережах.
Попередній збиток становить не менше 10 мільярдів рублів. Компанія Crocus Group, що володіє «Крокус Сіті Холом», повідомила, що концертний зал буде відновлено.

## Міжнародна реакція
Угруповання ІД узяло на себе відповідальність за стрілянину в російському «Крокус-Сіті Голл».
Сполучені Штати Америки заявили, що не мали завчасної інформації про трагедію в торговому центру. Також влада США заявила про те, що не бачить причетності України до терористичного акту в торговому центрі.
Головне управління розвідки Міністерства оборони України заявило, що теракт є свідомою провокацією режиму Путіна. «Кремлівський тиран з цього починав свою кар'єру і такими ж злочинами проти власних громадян хоче її завершити», — сказав представник ГУР Андрій Юсов.